# Spákonuvatn
Der Spákonuvatn (isländisch Wahrsagerinnensee) ist ein kleiner See im Südwesten von Island auf der Reykjanes-Halbinsel.
Er liegt in der Gemeinde Grindavík etwa 6,5 km westlich vom Kleifarvatn und 3,5 km südsüdwestlich vom Berg Keilir.
Der Berg Litli-Hrútur, bei dem sich 2023 ein Vulkanausbruch ereignete, liegt etwa 5 km westsüdwestlich.
Der See bildet mit dem Grænavatn und dem Djúpavatn, am Vigdísarvallavegur , ein beliebtes Wandergebiet.